# وينفيريد ستانلي
وينفيريد كلير ستانلي (بالإنجليزية: Winifred C. Stanley)‏ (14 أغسطس، 1909 برونكس، نيويورك – 29 فبراير 1996 كينمور، مقاطعة إيري، نيويورك) كانت سياسية أمريكية ومحامية من نيويورك تابعة للحزب الجمهوري. تُعرف ستانلي بدفاعها القوي عن حقوق المرأة في فترة الحرب العالمية الثانية، ولعملها كمُدَّعية، ولكونها أول محامية مساعدة أنثى في المقاطعة. وبالرغم من أن ستانلي قضت فترة ولاية واحدة فقط قبل أن يُعاد تقسيم المناطق الانتخابية، فلقد استخدمت مكانتها التشريعية لمناصرة تسريح الجنود في زمن السلم والأجر المتساوي بغض النظر عن الجنس.

## حياتها المبكرة
ولدت وينفيريد كلير ستانلي لماري وجون فرانسيس ستانلي في 14 أغسطس، 1909 في برونكس، نيويورك، وكانت الأكبر سنًا من بين ستة أطفال. كانت والدة ستانلي مُدَّرسة لغة إنكليزية وموسيقى، وكان والدها مهندسًا معماريًا، تخلو كلتا المهنتين من الميول السياسية. وبالرغم من ولادتها في برونكس، فقد قضت طفولتها مع عائلتها في بافالو، نيويورك.

## تعليمها
بعد تخرجها من ثانوية لافاييت، دَرَسَت ستانلي لشهادتها الجامعية في جامعة بافالو، متخرجًة في النهاية بدرجة الشرف في عام 1930. وثم عادت ستانلي إلى جامعة بافالو لتدرس للحصول على بكالوريوس الحقوق وشهادة الدكتوراه في القانون والتي حصلت عليها في عام 1933، متخرجة أولى على دفعتها.

## سيرتها المهنية المبكرة
أصبحت وينفيريد ستانلي محامية ممارسة وذلك قبل ممارستها السياسة، وبدأت بهذا بعد سنتها الأولى بعد الكلية في عام 1934 بدخولها إلى سلك المحاماة بعمر 25 عامًا. واكتسبت براعتها القانونية بعد مواجهة نظام نيويورك القضائي؛ فقد وجدت ستانلي أن منع النساء من المشاركة في هيئة محلفين هو أمر ممقوت كليًا وبدأت حركة من خلال تحشيد أجزاء مختلفة من المجتمع كالجمعيات الكنسية، النوادي النسائية، والمنظمات السياسية لتقف وراء مساعيها وكانت جهودها ناجحة بشكل كبير في منح النساء حق المشاركة في دوائر هيئات المحلفين في ولاية نيويورك. ولم تذهب قدراتها دون أن يلاحظها المجتمع القانوني أيضًا، مانحًة إياها وظيفة مع الذي أصبح لاحقًا محامي المقاطعة ليو هاغرتي الذي عينها في البداية كأول نائبة محامي مساعدة أنثى في مقاطعة إيري (1938-1942). وقد أنجزت ستانلي كل هذا بعمر 28 عامًا.

## خدمتها في الكونغرس
خُسر مقعدان عندما تمت إعادة تقسيم نيويورك إداريًا بعد الإحصاء السكاني لعام 1940. وضمن هذا للحزب الجمهوري أن يبحث عن مرشح ليشغل مقعدًا قصير الأمد كان من المقرر إلغائه. وكانت ستانلي في هذه النقطة من سيرتها المهنية محامية بارعة والتي لن تهدد جمهوريًا رفيع المستوى عند إعادة الانتخابات، مما جعلها المرشحة الرئيسية للوظيفة. أدارت ستانلي حملة بمبلغ 6 دولارات وتم انتخابها للكونغرس الثامن والسبعين في شهر نوفمبر 1942. وهزمت ثمانية مرشحين آخرين للمنصب عن طريق جمع مليوني صوت. وكان هنالك ثلاث نساء ضمن الثمانية مرشحين الذين ترشحت ضدهم؛ خصوم ستانلي من الإناث كانوا فلوريا جونسون (ديموقراطية سيراكوسية مرشحة أيضًا على بطاقة حزب العمل الأمريكي)، إيليزابيث غولي فلين (شيوعية من مدينة نيويورك وناشطة معروفة للعمال ولحقوق المرأة)، ولايلي لاين (اشتراكية من هارليم ومربية من الأفارقة الأمريكان، ناشطة في الحقوق المدنية ومنظمة عمل). وبدأت فترتها في 3 يناير، 1943 واستمرت حتى 3 يناير، 1945.

### مهام اللجنة
بالرغم من أن وينفيريد ستانلي تنافست على منصب في لجنة مجلس النواب بالولايات المتحدة القوية، فقد تم تعيينها في لجان البراءات والخدمة المدنية. ألهمت خلفيتها في القانون ميلها إلى أن تتعين في القضاء، ومع ذلك فقد عارض الذين كانوا مسؤولين عن مهام اللجنة (مثل جيمس وادسوورث الابن) بشدة وجود النساء في مكان العمل وحصلت ستانلي على دعم قليل من زملائها الجمهوريين بسبب وضعها قصير الأمد.

### عملها التشريعي في مجال حقوق المرأة
كانت ستانلي محامية مهمة في مجال حقوق المرأة في المجتمع ومكان العمل، كما بينت بشكل واضح من خلال جهودها ضد النظام القضائي في نيويورك. وقد استمرت بهذا العمل في الكونغرس عن طريق تقديم أول مشروع قانون أجر متساوي لعمل متساوي في 19 يونيو، 1944. فعلت ستانلي هذا على شكل مشروع قانون لتحسن قانون علاقات العمل الوطنية لعام 1935. وتضمَّن تحسينها المقترح بندًا يجعل من غير القانوني التمييز ضد أي موظف على أساس الجنس [9](HR 5056). أوضحت ستانلي بأنها أرادت الحفاظ في «وقت السلام على الحيوية والطاقة التي ساهمت بها النساء في وقت الحرب.» وقدمت HR 5056 للمجلس مرفقًة معه عبارة، "لطالما تمت الإشارة إلى أن هذا ‘عالم للرجال.‘ لقد جاءت الحرب وتأثيراتها بعيدة المدى بالإجابة. هذا هو ‘عالمنا‘، وهذا الكون المسحوق يحتاج وسيحتاج لأفضل العقول وإلى قدرة كل من الرجال والنساء." وبالرغم من جهودها، أُحيل مشروع القانون إلى لجنة العمل حيث أنتهت صلاحيته ولم يتحول إلى قانون أبدًا.
وطالبت ستانلي بتعيين النساء كجراحات في الجيش الأمريكي، فضلًا عن كونها داعمًة كبيرة في الصراع لتجديد تعديل الحقوق المتساوية (ERA) في عام 1943.

## سيرتها المهنية اللاحقة
بعد حياتها القصيرة في الكونغرس، بقيت ستانلي في القطاع العام وتم تعيينها في إدارة ديوي حاكم نيويورك. وتم تعيينها كمستشارة قانونية لنظام تقاعد موظفي الولاية (1945-1955) ومن ثم عادت إلى منصبها كمحامية مقاطعة مساعدة في الباني (1955-1979). [3] وتقاعدت في عام 1979، ولكنها استمرت في التدريب خاص حتى عام 1986.

## موتها ودفنها
توفيت ستانلي في كينمور، نيويورك في 29 فبراير، 1996 بسبب المرض. وهي مدفونة في مقبرة ماونت أوليفيت في توناواندا، نيويورك.